# Lola ai migliori costumi
Il Lola ai migliori costumi (Bestes Kostümbild) è un premio che viene assegnato ai migliori costumi dell'anno in un film tedesco secondo il giudizio della Deutsche Filmakademie nell'ambito del Deutscher Filmpreis.
Fino al 2004 veniva assegnato il premio unico "Miglior realizzazione" per le categorie tecniche di fotografia, montaggio, progettazione, produzione, direzione artistica e colonna sonora.
A differenza di altri riconoscimenti cinematografici il Lola è accompagnato da un premio in denaro: attualmente il premio assegnato è di 10000 €.

## Vincitori

### 2000
- 2005
  - Lucie Bates - Zucker!... come diventare ebreo in 7 giorni

Steffi Bruhn - Aus der Tiefe des Raumes
Andreas Janczyk - Schneeland
- 2006
  - Bettina Marx - Requiem

Gabriele Binder - Le vite degli altri
Lisy Christl - Schatten der Zeit
- 2007
  - Pierre-Yves Gayraud - Profumo - Storia di un assassino

Natascha Curtius-Noss - Schwere Jungs
Nicole Fischnaller - Il falsario - Operazione Bernhard
- 2008
  - Sabine Greunig - Kirschblüten – Hanami

Petra Kray - Das wilde Leben
Yan Tax - Black Book
- 2009
  - Lisy Christl - John Rabe

Lucie Bates - Effi Briest
Birgit Missal - La banda Baader Meinhof

### 2010
- 2010
  - Moidele Bickel - Il nastro bianco (Das weiße Band - Eine deutsche Kindergeschichte)

Lucie Bates - Hilde
Esther Walz - La papessa (Die Päpstin)
Ursula Welter - Vision – Aus dem Leben der Hildegard von Bingen
- 2011
  - Gioia Raspé - Poll

Monika Jacobs - Lezioni di sogni (Der ganz große Traum)
Thomas Oláh - Jud Süss - Film ohne Gewissen
- 2012
  - Lisy Christl - Anonymous

Anette Guther - La scelta di Barbara (Barbara)
Leonie Leuenberger - Hell
Ute Paffendorf - Hotel Lux
- 2013
  - Kym Barrett, Pierre-Yves Gayraud - Cloud Atlas

Stefanie Bieker - Lore
Frauke Firl - Hannah Arendt
Thomas Oláh - Die Vermessung der Welt
- 2014
  - Natascha Curtius-Noss - Lo straniero della valle oscura - The Dark Valley (Das finstere Tal)

Esther Amuser - L'altra Heimat - Cronaca di un sogno (Die andere Heimat - Chronik einer Sehnsucht)
Thomas Oláh - Medicus (Der Medicus)
- 2015
  - Barbara Grupp - Beloved Sisters (Die geliebten Schwestern)

Katrin Aschendorf - Il padre (The Cut)
Bettina Marx - Elser - 13 minuti che non cambiarono la storia (Elser – Er hätte die Welt verändert)
- 2016
  - Esther Walz - Lo Stato contro Fritz Bauer (Der Staat gegen Fritz Bauer)

Nicole Fischnaller - Colonia (Colonia Dignidad – Es gibt kein Zurück)
Anke Winckler - Heidi
- 2017
  - Frauke Firl - Paula

Chris Pidre, Florence Scholtes - Marie Curie
Gioia Raspé - Die Blumen von gestern
- 2018
  - Bina Daigeler - Manifesto

Maurizio Millenotti, Gianni Casalnuovo - The Happy Prince - L'ultimo ritratto di Oscar Wilde (The Happy Prince)
Esther Walz - Das schweigende Klassenzimmer
- 2019
  - Katrin Aschendorf – Il mostro di St. Pauli (Der Goldene Handschuh)

Sabine Greunig - Gundermann
Anke Winckler - The Keeper
- 2020
  - Sabine Böbbis - Berlin Alexanderplatz

Sabine Böbbis - Lindenberg! Mach dein Ding
Ingken Benesch - Freies Land
Thomas Oláh, Nora Bates - Ich war noch niemals in New York
- 2021
  - Barbara Grupp - Fabian - Going to the Dogs (Fabian oder Der Gang vor die Hunde)

Tanja Hausner - Il re degli scacchi (Schachnovelle)
Anke Winckler - Jim Knopf und die Wilde 13
Leonie Zykan - Tides
- 2022
  - Anne-Gret Oehme - Lieber Thomas

Janina Brinkmann - Stasikomödie
Tanja Hausner - Große Freiheit
Birgitt Kilian - Una mamma contro G. W. Bush (Rabiye Kurnaz gegen George W. Bush)
- 2023
  - Lisy Christl - Niente di nuovo sul fronto occidentale (Im Westen nichts Neues)

Tanja Hausner - Io & Sissi (Sisi & Ich)
Regina Tiedeken - In einem Land, das es nicht mehr gibt
- 2024
  -  Ingken Benesch – Girl You Know It’s True

Tanja Hausner - L'amore secondo Kafka (Die Herrlichkeit des Lebens)
Thomas Oláh – Stella: A Life (Stella. Ein Leben)